# Брезно (округ)
Округ Бре́зно (словац. Okres Brezno) — округ (район) в Банськобистрицькому краї Словаччини. Площа округу становить — 1 265,2 км², на якій проживає — 64 397 осіб (2007). Середня щільність населення становить — 50,9 осіб/км². Адміністративний центр округу — місто Брезно в якому проживає 21 827 жителів (31.12.2011).

## Історія

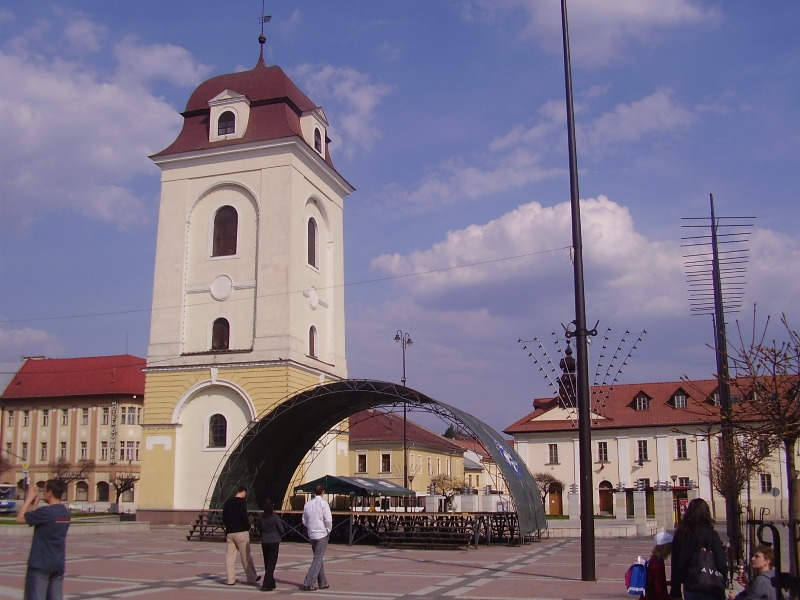
Брезно. Центр міста

До 1918 року більша частина сучасного округу входила до складу історичної області (комітату) Зволен, Угорського королівства, крім невеликої східної частини (село Поломка), яка входила до складу комітату Гемер.
Округ був створений у 1923 році, в сучасному вигляді існує з 1996 року (утворений в ході адміністративно-територіальної реформи Словацької Республіки, яка набула чинності 24 липня 1996 року).

## Географія
Округ розташований на північному сході Банськобистрицького краю, у центральній частині Словаччини. Він межує з округами: на південному сході — Ревуца та Рімавска Собота, на заході — Банська Бистриця (всі округи Банськобистрицького краю); на півночі — Ружомберок та Ліптовський Мікулаш (округи Жилінського краю); на сході — Попрад (округ Пряшівського краю) та Рожнява (округ Кошицького краю). Розташовані Кральовогольські Татри.

## Статистичні дані

### Населення
| Рік:            | 1994.  | 2004.   | 2014.   | 2024.   |
| --------------- | ------ | ------- | ------- | ------- |
| Кількість осіб: | 66 424 | 65 080  | 62 971  | 57 916  |
| Різниця:        |        | -2,02 % | -3,24 % | -8,02 % |

| Рік:            | 2023.  | 2024.   |
| --------------- | ------ | ------- |
| Кількість осіб: | 58 297 | 57 916  |
| Різниця:        |        | -0,65 % |

### Національний склад
Національний склад округу, за офіційними даними, є моноетнічним. Основну частину населення тут становлять словаки, понад 94 %, всі інші національності складають менше 6 % від усієї кількості населення округу.
Дані по національному складу населення округу Банська Штявниця на 31 грудня 2010 року:
- словаки — 94,31 %
- роми — 3,68 %
- чехи — 0,69 %
- угорці — 0,14 %
- українці — 0,11 %
- німці — 0,06 %
- інші національності — 1,01 %

### Конфесійний склад 2001
- Католики — 75,2 %
- Лютерани — 4,6 %
- Греко-католики — 4,3 %

## Україно-русинськагромада
Декілька сіл населені українцями, за конфесією греко-католики та православні. Шумяц, Телґарт.

## Адміністративний поділ
Округ складається із 30-ти населених пунктів: 29-х сіл та 1-го міста.

### Міста
Брезно

### Села
Бацух • Бенюш • Бравецово • Бистра • Валаска • Вальковня • Гельпа • Горна Легота • Гронец • Дольна Легота • Драбско • Завадка-над-Гроном • Лом-над-Рімавіцоу • Мито-под-Дюмб'єром • Міхалова • Немецка • Осрбліє • Погорела • Погронська Полгора • Подбрезова • Поломка • Предайна • Разтока • Сігла • Телґарт • Черний Балоґ • Шумяц • Яраба • Ясеніє